# Synagoge (Saffig)

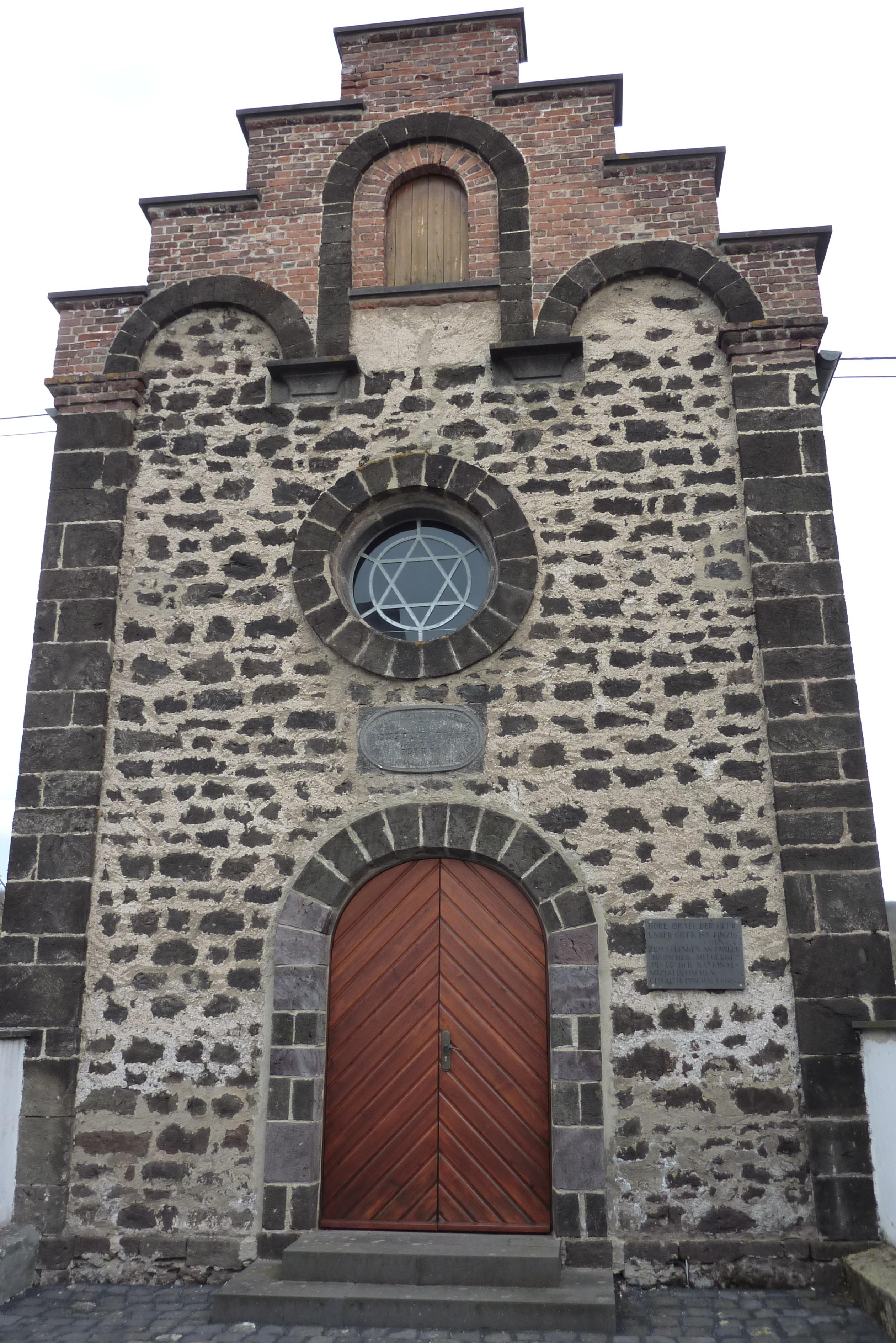
Synagoge in Saffig, Westfassade

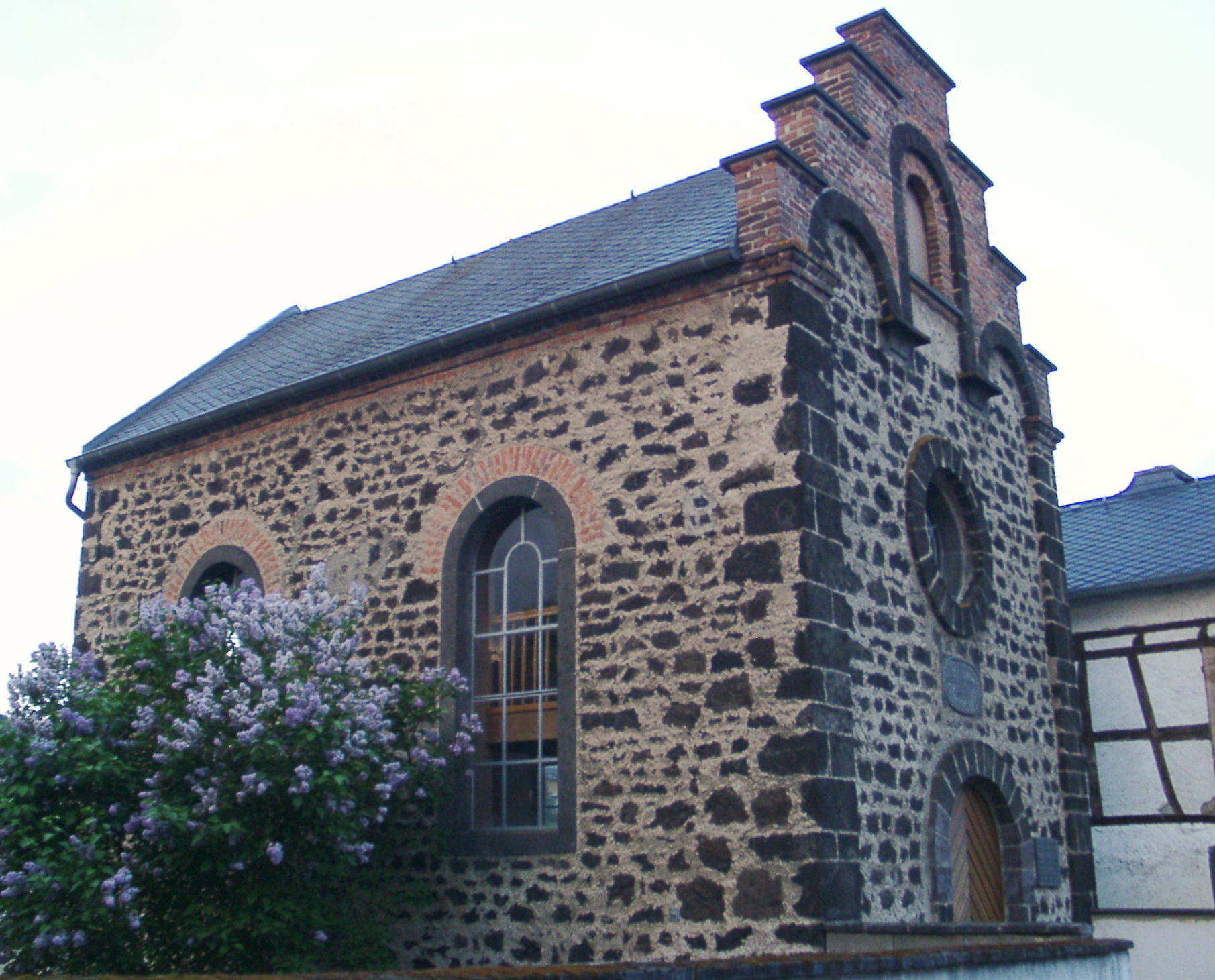
Synagoge in Saffig, West- und Südfassade

Die Synagoge in Saffig, einer Ortsgemeinde im Landkreis Mayen-Koblenz in Rheinland-Pfalz, ist eine profanierte Synagoge, die in der Mitte des 19. Jahrhunderts errichtet und während der Novemberpogrome 1938 verwüstet wurde.

## Geschichte
Die jüdische Gemeinde Saffig besaß zunächst einen Betraum und errichtete in der Mitte des 19. Jahrhunderts, das genaue Datum ist nicht bekannt, eine neue Synagoge am Klöppelsberg. Der Name des Architekten ist ebenfalls nicht überliefert. Seit 1984 ist die ehemalige Synagoge als Denkmal geschützt.

## Zeit des Nationalsozialismus
Am 10. November 1938 wurde die Synagoge durch SS-Männer aus Mayen verwüstet und das Inventar vor dem Gebäude verbrannt. Am 31. Dezember 1939 wurde die Synagoge für 270 Reichsmark an die Ortsgemeinde zwangsverkauft und danach als Geräteschuppen genutzt.

## Architektur

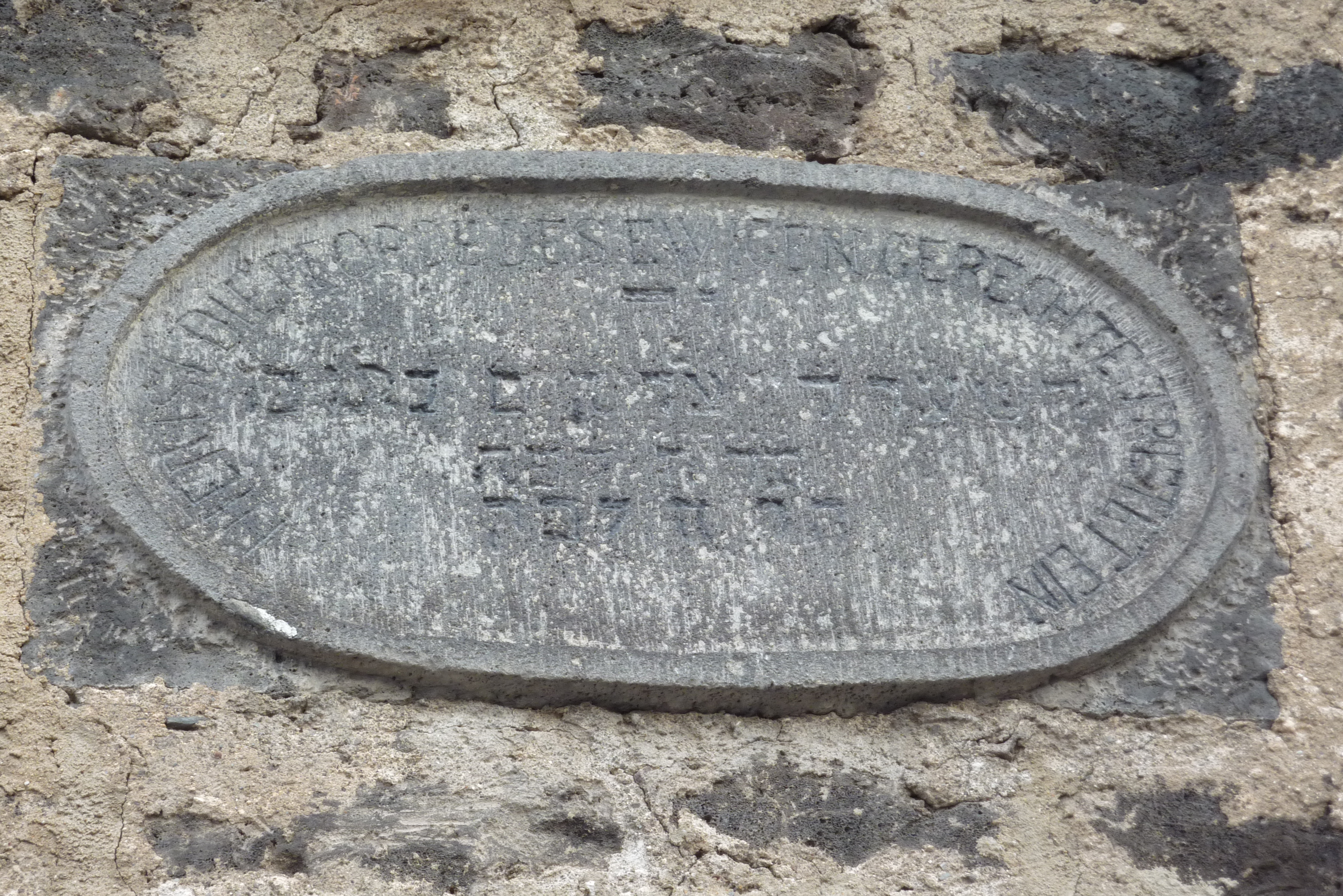
Inschriftentafel an der Synagoge Saffig

Der giebelständige Bruchsteinbau aus Krotzenlava wird an der Westfassade von gequaderten Ecklisenen und einem dreibogigen, gestaffelten Fries gerahmt. Ein Treppengiebel aus Feldbrandsteinen schließt die Fassade ab. Über dem rundbogigen Portal mit zweiflügeliger Holztür befindet sich eine Inschriftentafel und darüber ein heute geschlossenes Fenster sowie darüber ein rundbogiges Fenster, in das ein Davidstern eingeschrieben ist. Der Text der hebräischen Inschrift wird auf Deutsch in der Umrandung der Tafel wiederholt. Er lautet: Hier ist die Pforte des Ewigen. Gerechte werden es durchschreiten (Psalm 118,20). An den Traufseiten sind jeweils zwei Rundbogenfenster eingelassen und in der Ostwand befindet sich ein gekuppeltes Rundbogenfenster und ein Ochsenauge im Giebeldreieck. Der sechs mal zehn Meter große Innenraum ist mit Kreuzgratgewölben überdeckt, die auf Eck- bzw. Wandpfeilern ruhen. Die Frauenempore wurde rekonstruiert.

## Heutiger Zustand
Im Juli 1986 kaufte der Förderkreis Synagoge e. V. Saffig das Gebäude und restaurierte es bis 1991 umfassend. Heute ist die Synagoge eine Erinnerungsstätte und wird für Kulturveranstaltungen genutzt.
In dem Gebäude fanden Gottesdienste und Veranstaltungen der von 2008 bis 2021 bestehenden Jüdischen Gemeinde Neuwied-Mittelrhein statt.